# Dorymyrmex tener
Dorymyrmex tener é uma espécie de formiga do gênero Dorymyrmex.